# Blue Ensign Technologies
Blue Ensign Technologies Limited ist eine Gesellschaft, die an der Australian Securities Exchange bis zum 4. Juni 2010 gelistet war.
Das Unternehmen war mittels einer patentierten Technologie, dem Rendall-Prozess, in der Lage Öl extrahieren bzw. Energie aus Ölschiefer zu gewinnen. Gegründet die Blue Ensign im Jahr 1997 als e.Com Global Limited, ein Unternehmen der Telekommunikations- und Internettechnologie, das 2001 an der australischen Börse entlistet und 2006 verkauft wurde. Das Unternehmen Blue Ensign setzt sich aus Anteilen der Australian Thermal Solutions Pty Ltd., der Queensland Shale Oil Limited und der RP International Limited zusammen.

## Julia-Creek-Projekt
Nach einer Untersuchung der US Geological Survey betragen die weltweiten Ölreserven im Ölschiefer, konservativ geschätzt, etwa 2,8 Billionen Barrels. Das ist die Ölmenge, die von den späten 1800er Jahren bis ins Jahr 2006 verbraucht wurde. Wegen der großen Vorkommen gibt es seit langer Zeit Versuche, dieses Energiepotential zu nutzen. Mit einem patentrechtlich geschützten Prozess, dem Rendall-Prozess, soll es möglich sein, aus Ölschiefer in einem petrochemischen Prozess Öl großindustriell herzustellen. Von diesem Prozess wird eine hohe Energieausbeute und hohe Gewinne, geringere Kosten, Skalierbarkeit und geringe Umwelteingriffe erwartet.
Die Queensland Shale Oil Limited besitzt ein 93 km² großes Gelände am Julia Creek in Queensland, in der Nähe des Great Barrier Reef. Dort hat Blue Ensign vor eine Anlage zu bauen, die zunächst die Gewinnung von einer Tonnen je Stunde erreicht, um zu zeigen, dass dieser Prozess eine kommerzielle Nutzung ermöglicht. In einer weiteren Entwicklungsstufe soll eine Anlage gebaut werden, die etwa 600 Tonnen je Stunde produzieren kann; und in der abschließenden Ausbaustufe ist geplant zur Demonstration eine Anlage fertigzustellen, die zeigen soll, dass 3.000 Tonnen aus einem Ölschieferfeld in der Größe von 2 Hektar und 30 Meter Tiefe ökonomisch vertretbar gewonnen werden können. Anschließend wird eine ökonomische Nutzung in ersten großindustriellen Anlagen und eine weltweite Anwendung des Patents angestrebt.

## Rendall-Prozess
Im Rendall-Prozess wird Ölschiefer mit einem auf Petroleum vermischten Treibstoff durchmischt. Diese Mischung wird auf etwa 450 °C bei etwa 600 PSI Druck in einer Druckkammer erhitzt. Dies führt zu einer Hydrierung von Ölschiefer zu einem Lösemittel. Das dabei entstehenden Ölschiefergas wird zur Erzeugung von Hitze bzw. Energie verwendet.